# Hudoq

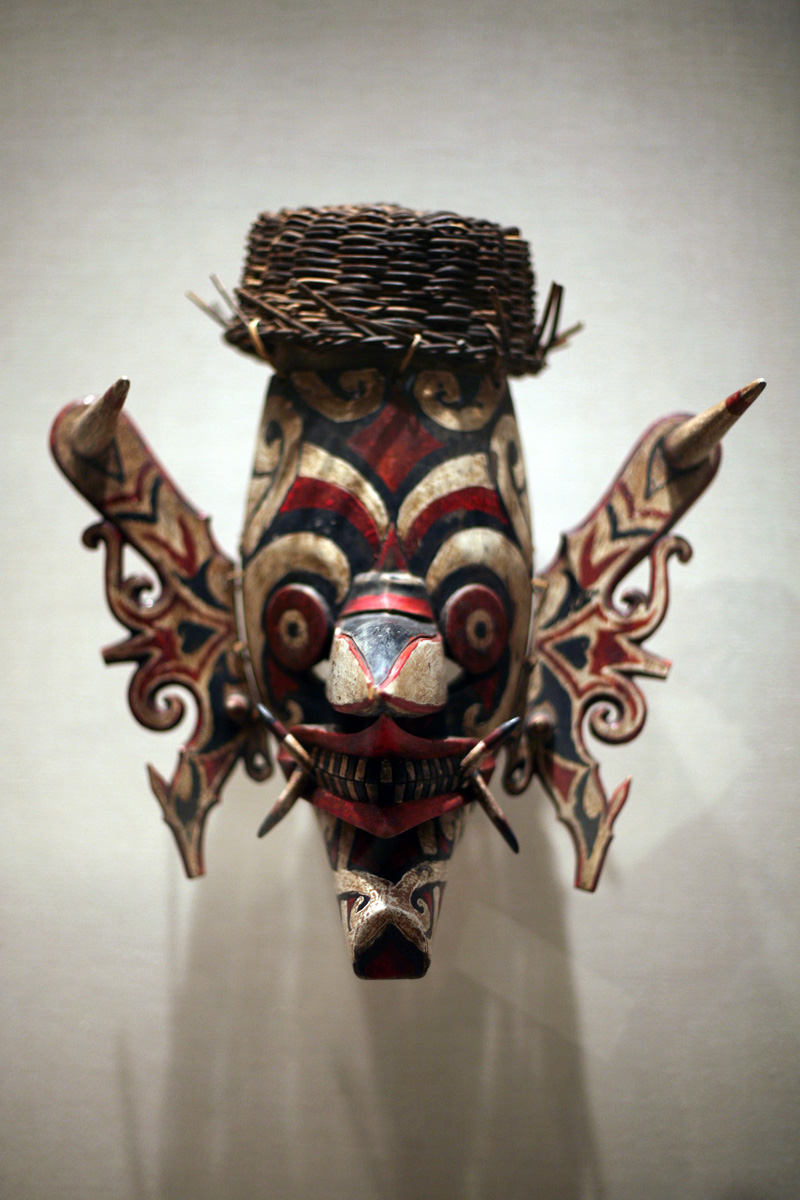
Máscara de Hudoq.

El festival Hudoq o también conocido como Hudog es un festival de acción de gracias de muchos de subgrupos del grupo étnico Dayak de la provincia de Borneo Oriental, Indonesia.
Según las creencias tradicionales de los pueblos Bahau, Busang, Modang, Ao'heng, y Penihing, hudoqs son trece plagas destruidoras de cultivos, incluyendo ratas, leones, y cuervos. En el festival el Hudoq está simbolizado por bailarines que llevan máscaras para representar las plagas. También llevan chaquetas hechas de areca palma o corteza del árbol de plátano. El baile está acabado cuándo dos humano hudoqs salen y cazan a la plaga hudoqs. La duración de baile es de 1 a 5 horas. Se organiza de manera diferente en cada pueblo a pueblo, después de que los habitantes dividan  la tierra para plantar arrozales de arroz de campo seco de septiembre a octubre cada año. Rezan de modo que sus campos crezcan abundantemente.

## Lecturas
- Festival Hudoq di Hulu Sungai Mahakam. Potensi Wisata yang Tidak Tergarap. KOMPAS, sábado, 8 de diciembre de 2001. Recuperado el 28 de agosto de 2007.

- Datos: Q1151165
- Multimedia: Hudoq / Q1151165